# Buenos Aires (ort i Costa Rica)
Buenos Aires är en ort i Costa Rica.   Den ligger i provinsen Puntarenas, i den sydöstra delen av landet, 120 km sydost om huvudstaden San José. Buenos Aires ligger 361 meter över havet och antalet invånare är 11 680.
Terrängen runt Buenos Aires är huvudsakligen kuperad, men den allra närmaste omgivningen är platt. Runt Buenos Aires är det glesbefolkat, med 20 invånare per kvadratkilometer. Det finns inga andra samhällen i närheten. Omgivningarna runt Buenos Aires är en mosaik av jordbruksmark och naturlig växtlighet.